# Eupithecia semilignata
Eupithecia semilignata là một loài bướm đêm trong họ Geometridae.